# Leonie Dubuc

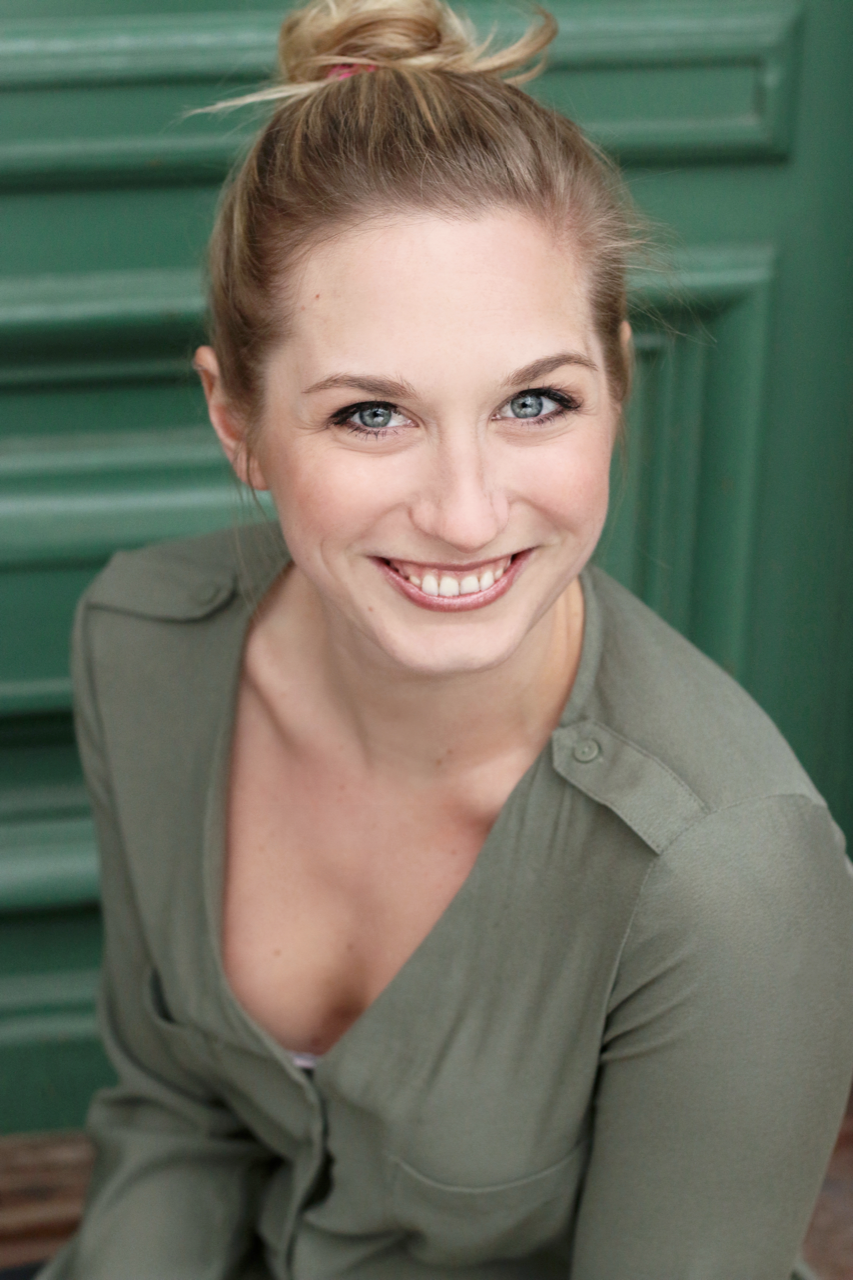
Leonie Dubuc

Leonie Dubuc (* 26. August 1989 in Hannover) ist eine deutsche Schauspielerin, Synchronsprecherin und Sängerin.

## Werdegang
Leonie Dubuc besuchte von August 2009 bis Juli 2012 die Schauspielschule Stage School in Hamburg, welche sie mit einem Diplom im Bereich „Musical“ als Bühnendarstellerin erfolgreich abschloss. 2012 bildete sie sich an der Shenandoah University in Winchester (Virginia) weiter, bis 2013 wirkte sie anschließend bei mehreren Stücken des Tourneetheaters Cocomico mit. Dabei war sie unter anderem in Musicals zu Bibi Blocksberg und SimsalaGrimm zu sehen. Seit 2013 ist sie als Synchronsprecherin tätig, ihre erste Rolle sprach sie für Studio Hamburg Synchron in Camilla Läckbergs Mord in Fjällbacka. Größere Synchronrollen folgten in Berlin für die US-amerikanischen Serien Shameless (als Julie) und Good Wife (als Mrs. Wagner). In Grimm sprach sie Jeanine Phillips, in Clannad After Story Yuki und in Ray Donovan Teresa. Ab der zweiten Staffel synchronisierte sie Lottie in The Knick und in der Kinderserie Bianca Zauberkind vertonte sie Laurel. 2016 lieh sie ihre Stimme dem Chipmunkmädchen Jeanette Miller in Alvin und die Chipmunks 4: Road Chip und Mikan in der Anime-Serie To Love-Ru: Trouble. In Der ganz normale Studentenwahnsinn ist sie die deutsche Stimme von Rachel.
Sie ist die jüngste Tochter des belgischen Baritons Gilbert Dubuc.

## Synchronrollen (Auswahl)

### Filme
- 2015: Bex Taylor-Klaus als Bronwyn in The Last Witch Hunter
- 2016: Kari Wahlgren als Callgirl in Batman: The Killing Joke
- 2016: Bella Heathcote als Gigi in The Neon Demon
- 2016: Anna Faris als Jeanette in Alvin und die Chipmunks: Road Chip
- 2017: Britt Robertson als Hannah (jung) in Bailey – Ein Freund fürs Leben
- 2017: Bella Heathcote als Leila Williams in Fifty Shades of Grey – Gefährliche Liebe
- 2018: Alexa Davies als junge Rosie in Mamma Mia! Here We Go Again
- 2018: Hailee Steinfeld als Gwen Stacy / Spider-Gwen in Spider-Man: A New Universe
- 2019: Gemma Chan als Minn-Erva in Captain Marvel
- 2020: Marina Vasileva als Olja in Mara – Die rechte Hand des Teufels
- 2021: Gemma Chan als Sersi in Eternals
- 2022: Jennifer Holland als Emilia Harcourt in Black Adam
- 2023: Jennifer Holland als Emilia Harcourt in Shazam! Fury of the Gods
- 2023: Hailee Steinfeld als Gwen Stacy / Spider-Woman in Spider-Man: Across the Spider-Verse

### Serien
- 2016: Kacey Rohl als Agnes in Akte X – Die unheimlichen Fälle des FBI
- 2016: Kacey Rohl als Kerry Campbell in Wayward Pines
- 2016–2017: Jade Alleyne als Kaylee in The Lodge
- seit 2016: Jessie Lambotte als Nadja Chamack in Miraculous – Geschichten von Ladybug und Cat Noir
- 2017: Alyssa Diaz als Dani Alvodar in How to Get Away with Murder
- 2017–2021: Kimiko Glenn als Lena in Ducktales
- 2017: Alyssa Diaz als Dariela Marzan in Zoo
- 2019–2021: Brigette Lundy-Paine als Casey Gardner in Atypical
- 2024: Navy CIS als Rose für Kimberly Matula

### Sprecherin in Videospielen
- 2017: Dr. Suvi Anwar in Mass Effect: Andromeda